# 澤利瓦水庫
澤利瓦水庫是白俄羅斯的水庫，位於澤利維揚卡河流域，由格羅德諾州負責管轄，長9公里、寬2公里，面積11.90平方公里，集水區面積28,000平方公里，始建於1983年，平均水深2.6米，最大水深7.5米。